# Partido Liberal (1881)
O primeiro Partido Liberal 自由党 (Jiyūtō) japonês foi formado em 1881 por Itagaki Taisuke, logo após Aikokusha ter sido dissolvido depois da sua derrota pelo Partido Conservador do Japão de Ito Hirobumi.
O partido era tradicionalmente liberal, de esquerda e com base nos ideais republicanos e políticas do francês e Rousseau. Foi composta principalmente de ex-samurais descontentes pelo facto de estes não serem já uma classe privilegiada e não receberem salários do governo. O partido defendeu o sufrágio do samurai e uma assembleia eleita em cada prefeitura. Foi dissolvida no final de 1880, dividindo-se no Partido Liberal Constitucional e no Partido Progressista Constitucional.

## Biblografia
- Jansen, Marius B. (2000). The Making of Modern Japan. Cambridge: Harvard University Press. 10-ISBN 0674003349/13-ISBN 9780674003347; OCLC 44090600
- Keene, Donald. (2002). Emperor of Japan: Meiji and His World, 1852-1912. New York: Columbia University Press. 10-ISBN 0-231-12340-X; 13-ISBN 978-0-231-12340-2; OCLC 46731178